# Saltos ornamentais nos Jogos Olímpicos de Verão da Juventude de 2014 - Trampolim 3m Rapazes
As provas de saltos ornamentais Trampolim 3m rapazes nos Jogos Olímpicos de Verão da Juventude de 2014 decorreram a 24 de Agosto de 2014 no nadadório do Centro Olímpico de Desportos de Nanquim em Nanquim, China. O chinês Yang Hao foi campeão Olímpico, seguido de Rodrigo Diego Lopez, Prata pelo México, enquanto o canadiano Philippe Gagne conquistou o Bronze.

## Medalhistas
| Ouro   | CHN Yang Hao            |
| Prata  | MEX Rodrigo Diego Lopez |
| Bronze | CAN Philippe Gagne      |

## Resultados da final
| Pos.              | Atleta                   | Pontos |
| ----------------- | ------------------------ | ------ |
| Medalha de ouro   | CHN Yang Hao             | 613.80 |
| Medalha de prata  | MEX Rodrigo Diego Lopez  | 593.55 |
| Medalha de bronze | CAN Philippe Gagne       | 566.75 |
| 4                 | GER Timo Barthel         | 548.40 |
| 5                 | UKR Pylyp Tkachenko      | 545.65 |
| 6                 | USA Dashiell Enos        | 535.75 |
| 7                 | NOR Daniel Jensen        | 532.40 |
| 8                 | BLR Yury Naurozau        | 527.20 |
| 9                 | SUI Guillaume Dutoit     | 525.05 |
| 10                | COL Kevin Garcia Alvarez | 460.40 |
| 11                | ITA Giacomo Ciammarughi  | 448.20 |
| 12                | FRA Alexis Jandard       | 439.10 |